# Полукаров, Александр Васильевич
Александр Васильевич Полукаров (род. 27 ноября 1959, Луганск, Украинская ССР, СССР) — советский и российский футболист, российский футбольный тренер. Мастер спорта СССР (1980).

## Биография
Воспитанник луганской «Зари». Первый тренер — Б. В. Фомичев.
В 1977—1979 играл за «Зарю» в чемпионате СССР. В 1980 перешёл в московское «Торпедо», в котором провёл 12 лет, с 1986 года был капитаном. Провёл в высшей лиге за команду 319 матчей, забил 21 мяч.
В 1991 году вместе с вратарём московского «Динамо» Александром Уваровым принял приглашение израильского клуба «Маккаби» Тель-Авив, который с 1990 года возглавлял Авраам Грант. Дебют в новой команде выдался неудачным — команда проиграла «Бейтару» из Тель-Авива со счетом 2:3, а сам Полукаров в конце игры был удален. Пропустив 2 матча чемпионата, прочно занял место в основном составе. По итогам первого сезона стал чемпионом Израиля, причем это звание было завоевано за 4 тура до конца чемпионата. В финале Кубка Израиля «Маккаби» уступил в дополнительное время «Хапоэлю» Петах-Тиква 1:3.
В следующие два сезона за «Маккаби» дважды был серебряным призёром, а в 1994 году стал обладателем Кубка Израиля.
Сезон 1994/95 провёл в клубе высшей лиги Израиля «Маккаби» Герцлия, отыграв за сезон 20 игр. С 1995 (с перерывом) играл за клуб «Маккаби» (Ирони Ашдод). Последний игровой сезон в Израиле (1997/98) провел за клуб 1-й лиги Бней Сахнин.
За всю игровую карьеру провёл 23 матча в еврокубках (Лига чемпионов — 4, Кубок кубков — 11, Кубок УЕФА — 8). Дважды входил в список 33 лучших футболистов сезона в СССР — № 2 (1991), № 3 (1990).
Вызывался в молодежную сборную СССР, вице-чемпион чемпионата мира среди юниоров (1979). Приглашался в сборную СССР в 1988 году, однако выступлениям в сборной помешала недавно полученная травма колена.
В 1998 году вернулся в Россию и принял приглашение клуба второй лиги «Торпедо-ЗИЛ». За команду дебютировал 11 августа 1998 в домашней игре против «Спартак-2» (Москва) и помог ей одержать победу со счетом 1:0. К концу года в очередной раз получил травму колена, что в итоге заставило его завершить карьеру и перейти на тренерскую работу в родном клубе.
В 1985 году окончил Московский областной государственный институт физической культуры и спорта. Выпускник Высшей школы тренеров (2000).
С 2001 по 2010 годы работал тренером в клубе «Москва». 26 августа 2007 года в связи с дисквалификацией главного тренера «Москвы» Леонида Слуцкого и его помощника Сергея Шустикова руководил командой в матче чемпионата России. 22 февраля 2010 после снятия клуба с чемпионата России был назначен ответственным за подготовку футболистов, не успевших трудоустроиться в другие клубы. Затем длительное время был безработным, проводил время на даче в Тульской области.
Зимой 2010/2011 принимал участие в ветеранском турнире «Негаснущие звезды». В ходе турнира часто встречался и общался с Александром Тукмановым, который его пригласил на пост руководителя футбольной школы «Торпедо».
С 2011 года возглавляет отделение «Торпедо» детско-юношеской футбольной школы «Юность Москвы», работающей под эгидой Москомспорта. Отделение базируется на Стадионе им. Э. А. Стрельцова.

## Достижения

### Командные
- Чемпионат Израиля:

Чемпион (1): 1991/92
Серебряный призёр (2): 1992/93, 1993/94
- Кубок Израиля:

Обладатель: (1994).
Финалист: (1992, 1993).
- Чемпионат СССР:

Бронзовый призёр: (1988, 1991).
- Кубок СССР:

Обладатель (1986).
Финалист (1982, 1988, 1989, 1991).
- Вице-чемпион чемпионата мира среди юниоров (1979).

### Личные
- В списке 33 лучших футболистов сезона в СССР (2): № 3 — 1990, № 2 — 1991.